# Никольская Гора
Никольская Гора — деревня в Вытегорском районе Вологодской области.
Входит в состав Анхимовского сельского поселения, с точки зрения административно-территориального деления — в Анхимовский сельсовет.
Расположена при впадении реки Нагажма в Белоусовское водохранилище. Расстояние по автодороге до районного центра Вытегры — 12 км, до центра муниципального образования посёлка Белоусово — 2 км. Ближайшие населённые пункты — Анхимово, Белоусово, Озерки.
По переписи 2002 года население — 2 человека.